# طوبی (مجموعه تلویزیونی)
طوبی یک مجموعه تلویزیونی ایرانی به کارگردانی سعید سلطانی، نویسندگی سید حسین امیرجهانی و تهیه‌کنندگی سید حامد حسینی است که از ۱۳ مرداد تا ۱۷ مهر ۱۴۰۳ از شبکه یک سیما پخش شده است.
فیلمنامه مجموعه طوبی برداشتی آزاد و الهامی از کتاب اربعین طوبی نوشته سید محسن امامیان است، بااین‌حال با کتاب تفاوت‌هایی بسیاری دارد. همچنین این مجموعه به اقدامات صدام حسین و حزب بعث از اعدام اعضای رده بالای حزب تا مردم عادی و کشتن زائران کربلا و نجف می‌پردازد.

## داستان
دختری به نام "طوبی" پس از مرگ پدرش به همراه "فخرالدین" راهی عراق می‌شود؛ مهاجرتی که در بدو امر موقت به‌ نظر می‌رسد، اما شرایط امنیتی منطقه و دلبستگی عاطفی، او را به زندگی تازه‌ای در سرزمینی غریب سوق می‌دهد. دوری از خانواده، گم شدن فرزند، جنگ ایران و عراق و ناآرامی‌های سیاسی پی‌درپی او را درگیر بحران‌های جدیدی می‌کند...
این مجموعه ۳۲ سال دوره تاریخی از اوایل دهه ۱۳۵۰ تا ۱۳۸۲ را روایت می‌کند و یک قصه عاشقانه‌ای را در دل این تاریخ به تصویر می‌کشد، میانِ این روایت‌ها موضوع خانواده اهمیت بسزایی دارد و همچنین پیاده‌روی اربعین بخش مهمی از داستان به‌شمار می‌رود.

## بازیگران
| بازیگر           | نقش                     | توضیحات                                                                     |
| ---------------- | ----------------------- | --------------------------------------------------------------------------- |
| شبنم قربانی      | طوبی هامون              | دختر عماد و اکرم، خواهر پریزاد و دیبا، همسر اول فخرالدین                    |
| امین زندگانی     | فخرالدین میرجهان        | پسر ناتنی سیمین، همسر طوبی و آنیه،‌ برادر جمانه                              |
| فرهاد آئیش       | حاج ناصر ملک            | همسر زیور، برادر سیمین، پدر رسول، فرش فروش                                  |
| هومن برق‌نورد     | عماد هامون              | همسر اکرم و پدر طوبی، پریزاد و دیبا                                         |
| پرویز فلاحی‌پور   | شیث کمیل                | برادر آنیه، پدر ضیا و همسر حمسه                                             |
| فریبا متخصص      | سیمین ملک               | مادر خوانده فخرالدین، خواهر ناصر                                            |
| سودابه بیضایی    | آنیه کمیل               | خواهر شیث، همسر دوم فخرالدین، دوست طوبی                                     |
| رحیم نوروزی      | ابراهیم (جهانگیر) ثابتی | ساواکی، پدر خوانده سحر                                                      |
| رامین راستاد     | نسیم کامروا             | شریک عماد                                                                   |
| مهدی سلوکی       | ساعد میرجهان            | پسر عزالدین و نعیمه، برادرزاده فخرالدین، خواهر زاده شیث و آنیه و برادر سعید |
| شهین تسلیمی      | زیور                    | همسر ناصر، مادر رسول                                                        |
| مریم موسویان     | جمانه میرجهان           | خواهر فخرالدین، دختر ناتنی سیمین، همسر فؤاد                                 |
| اعظم کبودیان     | اکرم رحیمی              | همسر عماد، مادر طوبی، پریزاد و دیبا                                         |
| زهرا سزاوار      | پریزاد هامون            | دختر عماد و اکرم، خواهر طوبی و دیبا، همسر ضیا                               |
| شیما جعفرزاده    | دیبا هامون              | دختر عماد و اکرم، خواهر طوبی و پریزاد، همسر رسول                            |
| فرید قبادی       | فتاح                    | مسئول ارتباطات نیروهای انقلابی، دوست فخرالدین                               |
| محمد رشنو        | حمود (سلیم) میرجهان     | پسر سعید و غزاله                                                            |
| بهراد خرازی      | عمران                   | بادیگارد ساعد                                                               |
| یلدا قشقایی      | حمسه                    | زن و قاتل شیث، مادر ضیا                                                     |
| حسین باشه آهنگر  | فرهاد                   | دوست فخرالدین در ایران                                                      |
| محمدرضا هلال‌زاده | ضیا کمیل                | پسر شیث و حمسه، همسر پریزاد                                                 |
| محمد شهریار      | سعید میرجهان            | پسر عزالدین و نعیمه، برادرزاده فخرالدین، برادر ساعد، همسر غزاله             |
| نیلوفر شیخ       | غزاله                   | همسر سعید                                                                   |
| امیرحسین نعیمی   | یوسف کمیل               | پسر ضیا و پریزاد                                                            |
| محمد امیری       | رسول ملک                | پسر ناصر و زیور، همسر دیبا                                                  |
| علی میری         | عنایت                   | شریک و همدست نسیم                                                           |
| شاپور کلهر       | ابوشکور                 | سرخدمت‌کار خانه فخرالدین                                                     |
| حامد جوهرانی     | اکبر                    | زندانی                                                                      |
| وحید اسمی خانی   | محبی                    | رئیس کلانتری                                                                |
| محمدرضا سامیان   | مصطفی میرجهان           | پسر فخرالدین و طوبی، عاشق سحر                                               |
| مهسا سلطانی      | سحر                     | دختر ناتنی ابراهیم، معشوقه مصطفی                                            |
| امیرعلی بادقت    | عباس                    | دستیار فتاح                                                                 |
| شهروز آقایی پور  | فؤاد                    | همسر جمانه                                                                  |
| مجید شهریاری     | سرهنگ                   | از مسئولان استخبارات (نیروی حفاظت اطلاعات رژیم بعث)                         |
| داریوش سلیمی     | سرهنگ حنیف عامر         | رئیس زندان مرزی عراق                                                        |
| حسن کریمخان زند  | دکتر                    | آقای دکتر                                                                   |

## تولید
سریال «طوبی» از سال ۱۴۰۲ وارد تولید شد و برای تهیه بخشی از فیلم‌برداری به عراق رفت. بااین‌حال بخش اعظم تصویربرداری‌ها به‌دلیل محدودیت‌ها و چالش‌ها در عراق، در ایران و شهرک غزالی انجام می‌شود.
- فیلم‌نامه این مجموعه را سید حسین امیرجهانی نوشته است که سابقه فیلم‌نامه‌های مجموعه تلویزیونی نجلا، سرجوخه (مجموعه تلویزیونی) و پدر (مجموعه تلویزیونی ۱۳۹۷) را در کارنامه دارد.
- سید حامد حسینی تهیه‌کنندگی سریال را بر عهده دارد.
- فیلم‌برداری طوبی را نیز علیرضا زرین‌دست، فیلم‌بردار سینما عهده‌دار است که اکثراً در سینما فعال است و پس‌از چند سال به تلویزیون بازگشته است.
- موسیقی متن سریال را ستار اورکی آهنگساز سینما و تلویزیون تولید کرده است و تیتراژ آغازین مجموعه «تا رسیدی» نام دارد که توسط محمد اصفهانی خوانده شده است.[۱۹] و همچنین تیتراژ پایانی این مجموعه با نام «بمان با من» را نیز محمد اصفهانی و بهروز صفاریان خوانده‌اند.

## نقدها و بازخوردها
این سریال از همان قسمت‌های نخست مورد انتقادهای زیادی قرار گرفت و در ادامه نیز به انتقادها افزوده شد، از ضعف در کارگردانی و روایت قصه به‌صورت ضعیف، تا بازی کلیشه‌ای، مصنوعی و گاهی اغراق‌آمیز بازیگران و فیلم‌برداری، طراحی صحنه و لباس نامناسب، تا نپرداختن به جزئیات مورد نقد واقع شدند.
فیلم نیوز: «اینکه مخاطب با تلویزیون دچار قهر شده، مسئله‌ای است که مدیران نیز به آن اذعان کرده‌اند. در چنین شرایطی کار برای سریال‌سازان سخت‌تر است؛ چون باید از همان قسمت اول میخ را محکم بکوبند و با قلاب درام، بیننده را با خود همراه کنند. «طوبی» در سه قسمت ابتدایی ضعیف پیش رفت و تازه یخ آن با کمک ماجرایی معمایی –پلیسی تا حدودی باز شده. البته می‌دانیم که سخت‌پسندها با چنین تمهیداتی جذب «طوبی» نمی‌شوند؛ ولی اگر قصه با همین دست‌فرمان پیش برود، می‌توان امیداور بود که از سقوط به پرتگاه نجات خواهد یافت.»
- گروه تحلیلی فیلم و سریال باشگاه خبرنگاران جوان: «باوجود اینکه برخی از اختلاف سن قربانی با سن طوبی انتقاد کرده‌اند، نگاهی به نمونه‌های مشابه از سریال‌های تاریخی و حتی معاصر در دهه‌های اخیر نشان می‌دهد کم نبوده‌اند بازیگرانی که سن‌شان با سن نقشی که بازی کرده‌اند، تفاوت داشته و ضربه‌ای هم به سریال وارد نشده است. قربانی در نقش طوبی برای مخاطب‌باورپذیر است و نشان داده که در بازیگری دارای تعریف و چارچوب است.»
- سایت فرادید در تحلیل بسیار جالب به شخصیت پردازی سریال طوبی اشاره کرده و شخصیت پردازی این سریال را یکی از نقاط قوت کار دانسته است. این سایت در یک شخصیت‌شناسی بسیار جذاب به تفاوت‌های کارکتر طوبی و فخرالدین اشاره کرده و نوشت: «سریال «طوبی» داستان نسبتاً پیچیده و پردامنه‌ای دارد که در دل آن می‌توان رشته‌های داستانی مختلفی را پی گرفت و دنبال کرد. در این میان، شخصیت فخرالدین هم داستان مخصوص خودش را دارد که اتفاقاً می‌توان از جهاتی آن را بهترین رشتهٔ داستانی این سریال به حساب آورد».[۲۳]
- صفحه اینستاگرامی سینما۱۲۰ در نقدی به سریال نوشت: «آنچه در این سریال بیشتر مورد انتقاد قرار گرفت غلظت غم بود و آه و ناله. گویا سریال‌سازها دوست دارند روان مردم را پریشان کنند؛ آن هم در روزگاری که بهانه برای غصه زیاد است.» و در نقد جداگانه دیگری با مقایسه این سریال با سریال زخم کاری نوشت: «اگر اشتباه نکنیم هفت قتل در سریال «طوبی» رخ داده؛ سیلی و سیگار هم داشته و از این منظر شبیه به سریال «زخم کاری» است!»
- براساس نظرسنجی مرکز تحقیقات صداوسیما، حدود ۴۴ درصد مخاطبان صداوسیما (نزدیک به ۳۰ میلیون نفر) مخاطب سریال طوبی بوده‌اند که از این لحاظ، این مجموعه پرمخاطب‌ترین مجموعه تلویزیونی طی دو سال اخیر به‌شمار می‌رود.[۲۴]

## موسیقی
| شماره | نام                          | خواننده                     | مدت  |
| ----- | ---------------------------- | --------------------------- | ---- |
| ۱.    | «تا رسیدی» (تیتراژ آغازین)   | محمد اصفهانی                | ۲:۵۷ |
| ۲.    | «بمان با من» (تیتراژ پایانی) | محمد اصفهانی، بهروز صفاریان | ۴:۲۱ |